# Antonov An-4
L'Antonov An-4 (in caratteri cirillici Антонов Ан-4) fu un idrovolante a scarponi mutiruolo, monomotore e biplano, progettato dall'OKB 153 diretto da Oleg Konstantinovič Antonov e sviluppato in Unione Sovietica nei tardi anni quaranta.
Destinato a ricoprire molteplici ruoli sia in ambito civile, come idro da trasporto, aereo agricolo o antincendio, che militare, adottato sia dalla Voenno-morskoj flot, la marina militare sovietica, che da quella polacca (Marynarka Wojenna).

## Storia del progetto
Sul finire degli anni quaranta l'ufficio tecnico (OKB) 153, allora situato a Novosibirsk, decise di promuovere lo sviluppo di un nuovo modello da trasporto che potesse operare dalle superfici d'acqua, basato sull'Antonov An-2 e da destinare ad impieghi sia in ambito militare che civile. I lavori di costruzione di un prototipo, indicato come An-2V (Ан-2В, in cui la sigla «В» in russo водный?, vodnyj, significa letteralmente «acquatico»), vennero avviati nel 1950 e si protrassero fino all'estate dell'anno seguente.
Il velivolo compì il primo volo il 31 luglio 1951, ai comandi del pilota collaudatore V. A. Didenko. Dopo le iniziali prove di volo nell'agosto e poi tra ottobre e novembre di quello stesso anno, il modello venne valutato positivamente e avviato alla produzione in serie sia in Unione Sovietica che in Polonia, dalla PZL-Mielec, qui identificato con la designazione An-2M («M» in russo морской?, Morskoj - «nautico»).
Le caratteristiche del modello, sostanzialmente simile all'An-2 dal quale derivava ma dotato di galleggianti e un'elica dalle pale reversibili, che assieme a piccoli timoni presenti sui dispositivi di galleggiamento, permettevano di utilizzarlo in tutte quelle aree del territorio sovietico distanti da aeroporti, come la Siberia e la Russia settentrionale, operando dalla superficie dei fiumi. Modificato anche il profilo del piano verticale di coda, arrotondato rispetto alla forma squadrata dell'An-2. L'aereo aveva anche un verricello per alarlo a riva.
Ne venne inoltre realizzata una versione appositamente destinata alla lotta aerea antincendio, modificando i galleggianti per utilizzarli anche come serbatoi d'acqua da riempire in fase di flottaggio e da aprire sopra le zone boschive in fiamme.

## Utilizzatori
(lista parziale)

### Civili
Unione Sovietica
- Aeroflot

### Militari
Polonia
- Marynarka Wojenna

 Unione Sovietica
- Voenno-morskoj flot